# Riserva naturale di Cu Lao Cham
La riserva naturale di Cu Lao Cham (in vietnamita:Cù lao Chàm) è un'area naturale protetta del Vietnam intorno alle Isole Cham. Occupa una superficie di 1,535 ha, di cui 532 ha sono di foreste vergini. Sono presenti specie di Collocalia, e sono state reintrodotte 265 specie di piante vascolari.